# Municipio de Norden (Dakota del Norte)
El municipio de Norden (en inglés: Norden Township) es un municipio ubicado en el condado de LaMoure en el estado estadounidense de Dakota del Norte. En el año 2010 tenía una población de 51 habitantes y una densidad poblacional de 0,55 personas por km².

## Geografía
El municipio de Norden se encuentra ubicado en las coordenadas 46°20′25″N 98°58′33″O / 46.34028, -98.97583. Según la Oficina del Censo de los Estados Unidos, el municipio tiene una superficie total de 92.23 km², de la cual 92,1 km² corresponden a tierra firme y (0,14 %) 0,13 km² es agua.

## Demografía
Según el censo de 2010, había 51 personas residiendo en el municipio de Norden. La densidad de población era de 0,55 hab./km². De los 51 habitantes, el municipio de Norden estaba compuesto por el 100 % blancos. Del total de la población el 0 % eran hispanos o latinos de cualquier raza.